# Alexander Koch (Ingenieur)
Alexander Koch (* 15. April 1852 in Hüttengrund; † 28. Juni 1923 in Bad Reichenhall) war ein deutscher Bauingenieur, Baubeamter und Hochschullehrer.

## Leben
Alexander Koch wurde geboren 1852 in der thüringischen Kleinstadt Hüttengrund als Sohn des in bescheidenen Verhältnissen lebenden Schweißermeisters Johann Nikolaus Koch und dessen Ehefrau Johanna Friederike Koch geb. Dittmar. Er kam in jungen Jahren nach Wasseralfingen. Nach dem Schulbesuch in Aalen und Stuttgart studierte er an der Technischen Hochschule Stuttgart Eisenbahn- und Wasserbau. Dort war er nach dem ersten Staatsexamen auch Privatdozent und wissenschaftlicher Assistent. 1877 wurde er nach dem bestandenen zweiten Staatsexamen zum Regierungsbaumeister (Assessor in der öffentlichen Bauverwaltung) ernannt und begann eine Beamtenlaufbahn im württembergischen Staatsdienst. Ab 1878 war er in der Ministerialabteilung für Straßen- und Wasserbau in Stuttgart tätig. 1880 folgte die Ernennung zum Straßenbauinspektor und die Versetzung nach Ulm. Hier arbeitete er an der Korrektur von Iller und Donau. 1888 wechselte er ins Stuttgarter Ministerium und wurde Kollegialrat. Von 1889 bis 1895 war er Mitglied der kaiserlichen Kanalkommission für den Bau des Nord-Ostsee-Kanals in Kiel.
Zum 1. Januar 1896 wurde er als ordentlicher Professor für Ingenieurwissenschaften und Wasserbau an die Technische Hochschule Darmstadt berufen, er war dort Nachfolger von Eduard Sonne (1828–1917). Von 1897 bis 1898 war er Dekan der Abteilung Ingenieurwissenschaften der Technischen Hochschule Darmstadt. Danach übernahm er für zwei Jahre bis 1900 das Amt des Rektors.
Ab 1898 war Koch als Experte für den Panamakanal im Comité technique de la Compagnie nouvelle des Canals. 1900 erhielt er an der Darmstädter Hochschule einen selbständigen Lehrstuhl für Wasserbau. 1908 wurde auf seine Initiative hin im Sockelgeschoss des neuen Erweiterungsbaus der Hochschule am Herrngarten ein Wasserbaulaboratorium fertiggestellt. Dieses ca. 1.000 m² große Laboratorium beschrieb Koch ausführlich in einem 1908 veröffentlichten Aufsatz. Koch führte die weltweit ersten Modellversuche für Tideflüsse aus. Das Wasserbaulaboratorium wurde international bekannt und diente fast 30 Jahre lang der Lehre und der Forschung.
Von November 1911 bis 1914 war Alexander Koch Abgeordneter der 1. Kammer der Landstände des Großherzogtums Hessen. Am 12. Juli 1916 wurde Koch zum Bevollmächtigten des Großherzogtums Hessen bei der Zentralkommission für die Rheinschifffahrt ernannt.
1920 trat Koch in den Ruhestand. Er war jedoch weiterhin als Lehrbeauftragter auf dem Gebiet des Wasserbaus an der Technischen Hochschule Darmstadt tätig. Er starb im Juni 1923 im Alter von 71 Jahren bei einem Kuraufenthalt in Bad Reichenhall.
Alexander Koch war seit 1892 mit Amalie geb. Bock verheiratet. Aus der Ehe gingen die Söhne Fritz und Hans sowie die Tochter Elisabeth (* 1890 in Kiel; † nach 1990) hervor, die seit 1914 mit Ernst Arnold (1888–1978), dem Direktor der Papierfabrik Euler in Bensheim, verheiratet war.

## Ehrungen
- 1898: Ernennung zum Geheimen Baurat
- 1903: Verleihung des königlich belgischen Offizierskreuzes des Leopold-Ordens
- 1908. Verleihung des großherzoglich hessischen Ehrenkreuzes des Verdienstordens Philipps des Großmütigen
- 1920: Ehrendoktorwürde der Technischen Hochschule Berlin (als Dr.-Ing. E.h.)
- 1922: Ernennung zum Staatsrat
- Ehrenbürgerwürde von Wasseralfingen
- Ehrenmitgliedschaft der Burschenschaft Virtembergia Stuttgart im ADB[1]

## Schriften
- Das Wasserbaulaboratorium. In: Die Großherzogliche Technische Hochschule zu Darmstadt 1896–1908. Darmstadt 1908, S. 69–72.